# Steinakirchen am Forst
Steinakirchen am Forst là một đô thị thuộc huyện Scheibbs trong bang Niederösterreich, Áo.